# Labergement-Sainte-Marie
 Labergement-Sainte-Marie  es una comuna y población de Francia, en la región de Franco Condado, departamento de Doubs, en el distrito de Pontarlier y cantón de Mouthe.
Está integrada en la Communauté de communes du Mont d'Or et des Deux Lacs .
La comuna absorbió Granges-Sainte-Marie en 1972.

## Demografía[2]
| 490 | 495 | 454 | 445 | 462 | 461 | 438 | 461 | 460 | 458 | 468 | 486 | 491 | 469 | 433 | 419 | 398 | 421 | 441 | 419 | 401 | 409 | 428 | 432 | 401 | 423 | 449 | 463 | 565 | 702 | 864 | 920 | 1008 |
| Para los censos de 1962 a 1999 la población legal corresponde a la población sin duplicidades (Fuente: INSEE [Consultar]) |     |     |     |     |     |     |     |     |     |     |     |     |     |     |     |     |     |     |     |     |     |     |     |     |     |     |     |     |     |     |     |      |

### Granges-Sainte-Marie hasta su absorción[6]
| 193 | 206 | 200 | 120 | 152 | 165 | 174 | 141 | 137 | 122 | 135 | 127 | 139 | 164 | 170 | 117 | 103 | 90 | 62 | 82 | 105 | 75 | 74 | 88 | 77 | 85 | 92 | 78 |
| Para los censos de 1962 a 1999 la población legal corresponde a la población sin duplicidades (Fuente: INSEE [Consultar]) |     |     |     |     |     |     |     |     |     |     |     |     |     |     |     |     |    |    |    |     |    |    |    |    |    |    |    |